# François Houtart
Pour les articles homonymes, voir François Houtart (homonymie) et Houtart.
François Houtart, né à Bruxelles le 7 mars 1925 et mort à Quito (Équateur) le 6 juin 2017, est un prêtre, sociologue et chanoine belge, professeur à l'université de Louvain (Belgique) depuis 1958 jusqu'à sa retraite en 1990.
Militant de la cause du Tiers-Monde, il est le fondateur du Centre tricontinental (CETRI) et de la revue Alternatives Sud. En 1962, il a participé comme expert au concile Vatican II. Il est également connu pour son engagement en faveur de l'altermondialisme.
Compromis dans une affaire d'attouchement sexuel sur mineur datant de 1970, il démissionne de ses fonctions au Centre tricontinental à la fin de l'année 2010.

## Biographie

### Jeunesse et formation
Petit-fils du comte Henry Carton de Wiart, qui fut l'un des dirigeants du Parti catholique, premier ministre belge (1920-1921) et pionnier de la démocratie chrétienne, il est sensibilisé aux questions de justice sociale dès sa jeunesse. Il fait ses études au collège Saint-Jean-Berchmans de Bruxelles.
Souhaitant devenir prêtre François Houtart suit ensuite une formation en philosophie et en théologie au Grand séminaire de Malines. Il travaille également avec l'abbé Joseph Cardijn (plus tard cardinal) à la JOC. Il est ordonné prêtre en 1949.
Il poursuit une formation en sciences sociales à Louvain et Chicago. Il est docteur en sociologie de l'Université catholique de Louvain et diplômé de l'Institut supérieur international d'urbanisme appliqué de Bruxelles.
Son père Paul Pierre Marie Houtart (1884–1966) avait été anobli en 1921 et obtint en 1933 concession du titre de baron transmissible par ordre de primogéniture masculine. François Houtart, en tant qu'aîné de la fratrie, bénéficia de ce titre de baron à la mort de son père. Il considère les facteurs sociaux, aléatoirement distribués à la naissance, déterminants dans le parcours de chacun et donc dans le sien : « Né dans une famille pauvre d’une région reculée d’Inde, du Mali ou du Nicaragua, je n’aurais pas disposé des ressources sociales, culturelles, symboliques qui m’ont ouvert le chemin ».

### Professeur à Louvain
François Houtart commence sa carrière de professeur de sociologie à l'Université Catholique de Louvain en 1958. Il y enseignera jusqu'à sa retraite en 1990, puis deviendra professeur émérite de cette université. Durant sa carrière, il aura eu entre autres comme étudiants Camilo Torres, le célèbre prêtre colombien, et Rafael Correa, président de l’Équateur du 15 janvier 2007 au 24 mai 2017, qui sera hébergé au CETRI.
Mais Louvain est une plate-forme qui lui permet de parler haut et fort en faveur des groupes sociaux exploités et marginalisés, particulièrement les peuples indigènes d'Amérique du Sud, les ouvriers agricoles d'Amérique latine avec lesquels il a beaucoup de contacts. Suivant la méthode JOC (voir, juger, agir) et inspiré par le marxisme il aide ces groupes à analyser leur situation et à décider des orientations à donner à leurs propres luttes sociales. Comme prêtre catholique il est convaincu que si l'amour du prochain de l'Évangile est pris au sérieux, l'appel à plus de justice sociale n'en est que plus criant.

### Amérique latine
Entre 1958 et 1962, François Houtart coordonne le travail de la fédération internationale des instituts de recherche socio-religieuse, qui réalise une grande enquête sur la situation du catholicisme en Amérique latine, dans son contexte démographique, social et culturel particulier: 43 monographies sont publiées.
Cette étude est prête exactement au moment où Jean XXIII convoque le concile Vatican II. Dom Hélder Câmara, alors vice-président du conseil épiscopal latino-américain (CELAM), conjointement avec Juan Francisco Fresno, évêque chilien, fit faire un résumé de cette étude pour le distribuer en plusieurs langues à tous les évêques, lors de l’ouverture du Concile Vatican II. L’idée était « de faire connaître la problématique du catholicisme latino-américain à l’épiscopat mondial » écrit-il dans Nueva Sociedad.

### Altermondialisme

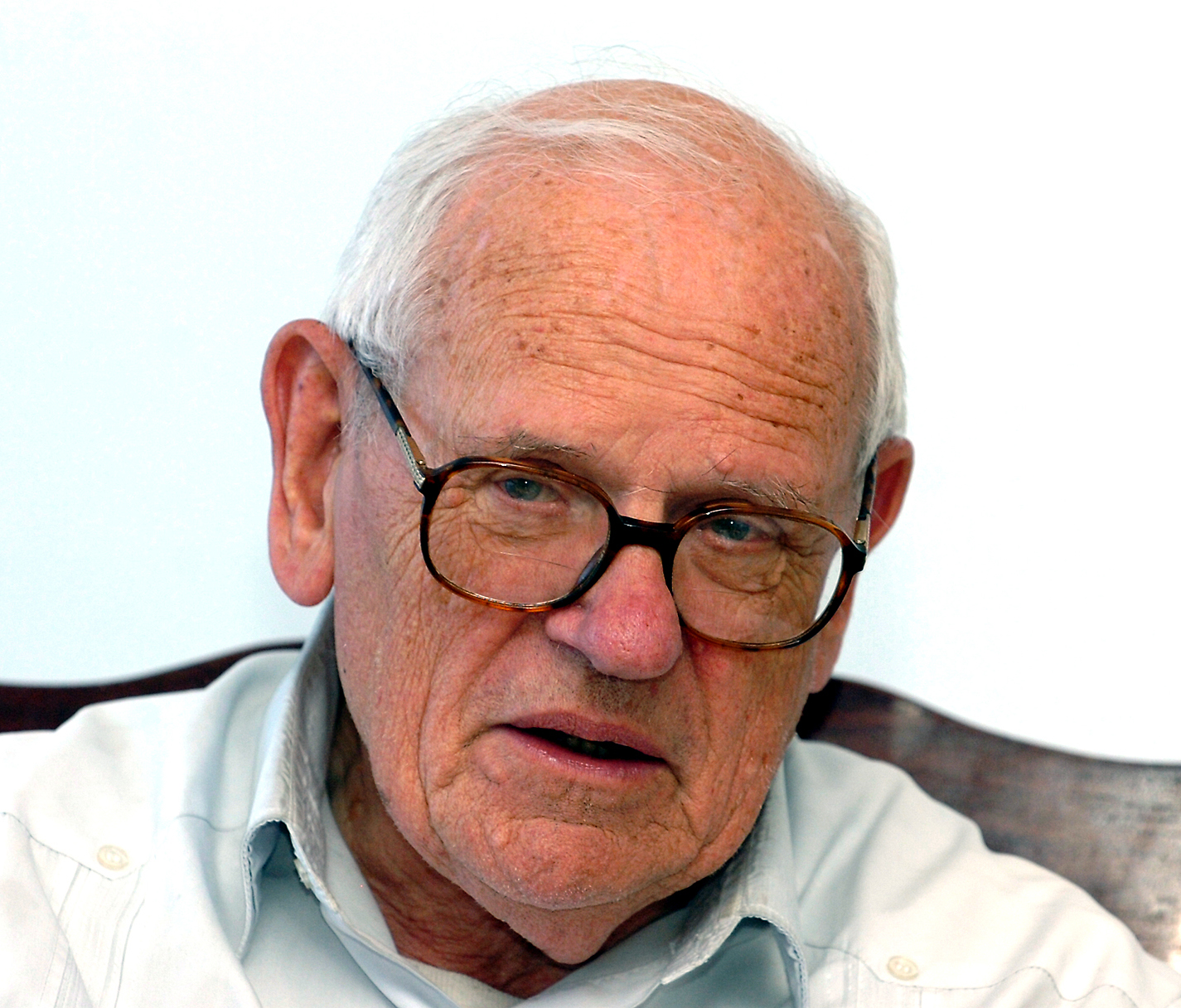
François Houtard en 2007.

Le chanoine Houtart, surnommé le « chanoine rouge » ou le « pape de l'altermondialisme », a donné des conférences dans plus de cent universités de par le monde, a présidé la Ligue internationale pour le droit des peuples, participé à la création du Conseil international du Forum social mondial. Il est membre du comité de parrainage du Tribunal Russell sur la Palestine dont les travaux ont commencé le 4 mars 2009.
Figure reconnue du mouvement altermondialiste, il est un des pères de l'Autre Davos, un forum économique alternatif, et du forum social mondial de Porto Alegre. Face à l'évolution de la situation mondiale et aux tentatives de récupération dont il fait l'objet, le mouvement altermondialiste aurait intérêt selon lui à radicaliser son discours.
À partir de 2008, il retourne travailler en Amérique latine, où il fait de long séjours. Il fut membre de la Commission des Nations unies sur la crise financière et monétaire internationale (Commission Stiglitz), en tant que représentant personnel du président de l'Assemblée générale, Miguel D'Escoto (2008-2009).
Depuis sa retraite et jusque décembre 2010, il dirige le Centre tricontinental de Louvain, en Belgique.

À l'occasion des élections fédérales de 2010 en Belgique, il soutient l'alternative unitaire de la gauche francophone à travers le Front des gauches. Ce front est constitué du Parti communiste, de la Ligue Communiste Révolutionnaire, de Vélorution, du Comité pour une Autre Politique (CAP), du Parti Humaniste et du Parti socialiste de lutte.
François Houtart établit sa résidence à Quito, au sein de la Fondation du peuple indigène, fondée par Leonidas Proaño. Il participe à la vie intellectuelle du pays et de la région, notamment en publiant des éditoriaux dans des quotidiens reconnus de la région dont la Jornada, el telégrafo (es). Il prodigue aussi ses conseils et analyses à de nombreux mouvements sociaux du Sud, dont le Mouvements des sans-terres au Brésil, la CONAIE en Équateur. Il est nommé professeur au sein de l'Institut des Hautes Etudes Nationales (es), où il enseignera jusqu'à sa mort, notamment la sociologie agraire. Il enseignera également au sein de l'Université centrale de l'Équateur et recevra le titre de Profesor Honorario de l'Université andine Simón-Bolívar de Quito en 2015.
François Houtart meurt le 6 juin 2017 à Quito.

## Abus sur mineur
Le 29 décembre 2010, François Houtart reconnaît, dans le quotidien Le Soir, s'être livré, 40 ans plus tôt, à des attouchements sexuels sur la personne d'un de ses cousins alors âgé de 8 ans,,.
Après la dénonciation anonyme de ces abus par la sœur jumelle de la victime,, il quitte le Conseil d'administration du Centre Tricontinental et demande de retirer sa candidature au prix Nobel de la paix de 2012. Début janvier 2011, une information est ouverte contre François Houtart par le Parquet de Liège qui ne donne pas de suite à l'action frappée de prescription.

## Publications
- De los bienes comun al bien comun de la humanidad
- Manifiesto para la agricultura familiar campesina e indigena en Ecuador

## Disctinctions
- Médaille de la Résistance, 1945.
- Croix de guerre avec palme, 1945.
- Médaille du ‘Carnegie Hero Fund’ (États-Unis, 1945)
- Docteur ‘Honoris causa’ de Notre-Dame University, Indiana (États-Unis) (1966).
- Docteur ‘Honoris causa’ en sociologie de l’Université de La Havane (Cuba) (2008).
- Citoyen d’honneur des villes de Hai Van (Vietnam), Ottignies-Louvain-la-Neuve, et Loja (Équateur)
- Prix Camilo Torres de l'université nationale de Bogotà (2007)
- Prix de l'Unesco Madanjeet Singh de la promotion de la tolérance et de l’action non-violente (2009) « pour ses efforts exceptionnels afin de promouvoir la justice sociale dans le monde ».
- Professeur honoraire de l’Université Bolivar (Quito, 2015).